# فردودگاه رانچو چاوز
 فردودگاه رانچو چاوز (به انگلیسی: Rancho Chávez Airstrip) یک فرودگاه خصوصی است که یک باند فرود خاک دارد و طول باند آن ۱۲۶۹ متر است. این فرودگاه در کشور مکزیک قرار دارد و در ارتفاع ۲۰ متری از سطح دریا واقع شده است.